# Curtil-sous-Burnand
Curtil-sous-Burnand település Franciaországban, Saône-et-Loire megyében. Lakosainak száma 139 fő (2022. január 1.). Curtil-sous-Burnand Burnand, Burzy, Saint-Clément-sur-Guye, Savigny-sur-Grosne és Bonnay-Saint-Ythaire községekkel határos.

## Népesség
A település népességének változása:
| Lakosok száma | 133  | 134  | 138  | 133  | 131  | 129  | 133  | 136  | 139  |
|               | 2013 | 2015 | 2016 | 2017 | 2018 | 2019 | 2020 | 2021 | 2022 |